# 松阪市立東部中学校
松阪市立東部中学校（まつさかしりつ とうぶちゅうがっこう）は、三重県松阪市魚見町にある公立中学校。櫛田川下流の西岸近くに立地している。

## 沿革
- 1979年（昭和54年） - 松阪市立飯野中学校と松阪市立大平中学校が統合し、開校。
- 2002年（平成14年） - 三重県教育委員会の学力向上フロンティア事業のモデル校に指定される[1]。

## 通学区域
- 松阪市立西黒部小学校の校区（全域）[2]
- 松阪市立東黒部小学校の校区（全域）[2]
- 松阪市立機殿小学校の校区（全域）[2]
- 松阪市立朝見小学校の校区（全域）[2]
- 松阪市立揥水小学校の校区（全域）[2]
- 松阪市立漕代小学校の校区（全域）[2]

## 生徒数
2021年（令和3年）5月1日現在の生徒数は244人。

## 周辺
- 櫛田川
- 櫛田神社
- 朝田寺
- 機殿神社

## 出身者
- 近藤隆夫 - スポーツライター[4]
- 飛弾暁 - サッカー選手[5]